# Павлівська сільська громада (Вінницька область)
Павлівська сільська громада — колишня об'єднана територіальна громада в Україні, в Калинівському районі Вінницької області. Адміністративний центр — село Павлівка.
Утворена 20 липня 2018 року шляхом об'єднання Мізяківської та Павлівської сільських рад Калинівського району.
6 травня 2020 року Кабінет Міністрів України затвердив перспективний план формування територій громад Вінницької області, в якому Павлівська ОТГ відсутня, а Мізяківська та Павлівська сільські ради включені до Калинівської ОТГ.

## Населені пункти
До складу громади входять 4 села: Мізяків, Мізяківська Слобідка, Павленки та Павлівка.